# Сати (хиндуизам)
Сати (санскрит: सती satī - права) се у Индији назива жена која после смрти мужа пристаје да буде спаљена или жива сахрањена с мужем. 